# 特鲁布沙亨
特魯布沙興是瑞士的城鎮，位於該國中西部，由伯恩州負責管轄，面積15.63平方公里，一半土地是農業用地，海拔高度731米，2011年人口1,387，人口密度每平方公里89人。